# Carl Gustaf von Brinkman
Carl Gustaf von Brinkman (eller Brinckmann, 25. februar 1764 – 25. december 1847) var en svensk diplomat, svensk og tysk digter. 
von Brinkman var i sin ungdom ansat ved forskellige gesandtskaber, især i Tyskland og Frankrig, hvorved han kom i
forbindelse med Tysklands litterære verden, særlig med Schleiermacher, brødrene Humboldt og Rahel Levin, i hvis kreds han blev optaget. 
Selv optrådte han som tysk digter (Gedichte 1789 og 1804, Elegien 1799). Han blev adlet 1808, baron 1835 og levede fra omtrent 1810 som privatmand i Stockholm. Her optrådte han 1821 som svensk digter (Vitterhetsförsök 1842), vandt Akademiets store pris og blev selv (1828) en af "de aderton". 
Hans digte er dybsindige refleksionsdigte og udmærker sig ved stor metrisk korrekthed. Mere værdi for nutiden har dog hans omfangsrige brevveksling (i "Brinkmanska Arkivet" på Trolle-Ljungby) med flere af tidens berømteste mænd og kvinder; der findes således 221 breve til Tegnér, 97 til Rahel Levin, 3349 til friherreinde Martina von Schwerin. 
En del af disse er udgivne i "Handlingar ur von Brinkmanska Arkivet" (1859-65); brevvekslingen med Tegnér er udgiven af Ewert Wrangel (1906, med biografi af von Brinkman). En del interessante breve til Oehlenschläger findes i Mindeblade om Oehlenschläger og hans Kreds.
1. ↑  Navnet er anført på tysk og stammer fra Wikidata hvor navnet endnu ikke findes på dansk.
2. ↑  Navnet er anført på tysk og stammer fra Wikidata hvor navnet endnu ikke findes på dansk.
3. ↑  Navnet er anført på tysk og stammer fra Wikidata hvor navnet endnu ikke findes på dansk.
4. ↑  Navnet er anført på tysk og stammer fra Wikidata hvor navnet endnu ikke findes på dansk.
5. ↑  Navnet er anført på tysk og stammer fra Wikidata hvor navnet endnu ikke findes på dansk.